# Berger blanc suisse
 (octobre 2023).
Si vous disposez d'ouvrages ou d'articles de référence ou si vous connaissez des sites web de qualité traitant du thème abordé ici, merci de compléter l'article en donnant les références utiles à sa vérifiabilité et en les liant à la section « Notes et références ».
Pour les articles homonymes, voir Berger (homonymie), Blanc et Suisse.
Le berger blanc suisse (ou parfois appelé berger blanc), est un chien de type berger allemand, ayant la fourrure de couleur blanche.

## Histoire
Le Berger Blanc Suisse trouve ses racines dans le développement du Berger Allemand. En 1899, le premier berger allemand a été enregistré dans le livre d'origine du club de bergers allemands (SV). On sait que le grand-père de ce chien nommé Horand von Grafath était un chien de berger tout blanc appelé Greif. 
En 1913, le premier berger blanc a été enregistré dans le livre d'origine des bergers allemands. Dès 1933, le club de race allemand exclut la couleur blanche du standard des bergers allemands, de crainte que cette pigmentation, proche de l'albinisme, ne soit liée à des infirmités. Dès lors, le berger allemand blanc fut interdit d'élevage et d'exposition. La plupart des chiots blancs furent tués immédiatement après leur naissance. Le berger allemand blanc a pu survivre grâce aux Nord-Américains qui en ont continué l'élevage. C'est en 1964 que se forme, en Californie, le premier club de berger blanc, cela afin de défendre et préserver la race.
En 1967, Madame Agatha Burch importa le premier chien des États-Unis : Lobo White Burch était né le 5 mars 1966 avant que l'American Kennel Club (AKC) ait rayé le berger allemand blanc de son livre de races. Pour cette raison, il a pu être enregistré dans le Livre des origines suisse (LOS) de la Société cynologique suisse (SCS) sous le nom de « berger allemand blanc ». Avec ce mâle, ainsi que Dixi Weisse Perle et Leika.
Avec la femelle anglaise White Lilac of Blinkbonny, Madame Burch a fait une portée qui a pu être encore enregistrée dans l'appendice LOS. Par la suite, la Fédération cynologique internationale (FCI) a fermé tous les livres de descendants aux bergers allemands blancs dans le monde. Deux portées supplémentaires de l'élevage Shangrila's de Madame Burch n'ont donc pas pu être enregistrées.
En novembre 2002, la FCI accepte provisoirement le berger suisse sous le nom de « berger blanc suisse ». Depuis 2003, la Société centrale canine (SCC) reconnaît enfin la race sous le nom de berger blanc suisse. Il peut obtenir son inscription dans le Livre des origines français (LOF).
En 2011, la fédération SCC distingue deux races distinctes : les BBS à poils longs, et les BBS à poils mi-longs, ces deux races seront à partir de là jugées séparément lors des expositions canines.